# Fedia cornucopiae
Fedia cornucopiae là một loài thực vật có hoa trong họ Kim ngân. Loài này được (L.) Gaertn. mô tả khoa học đầu tiên năm 1790.

## Hình ảnh

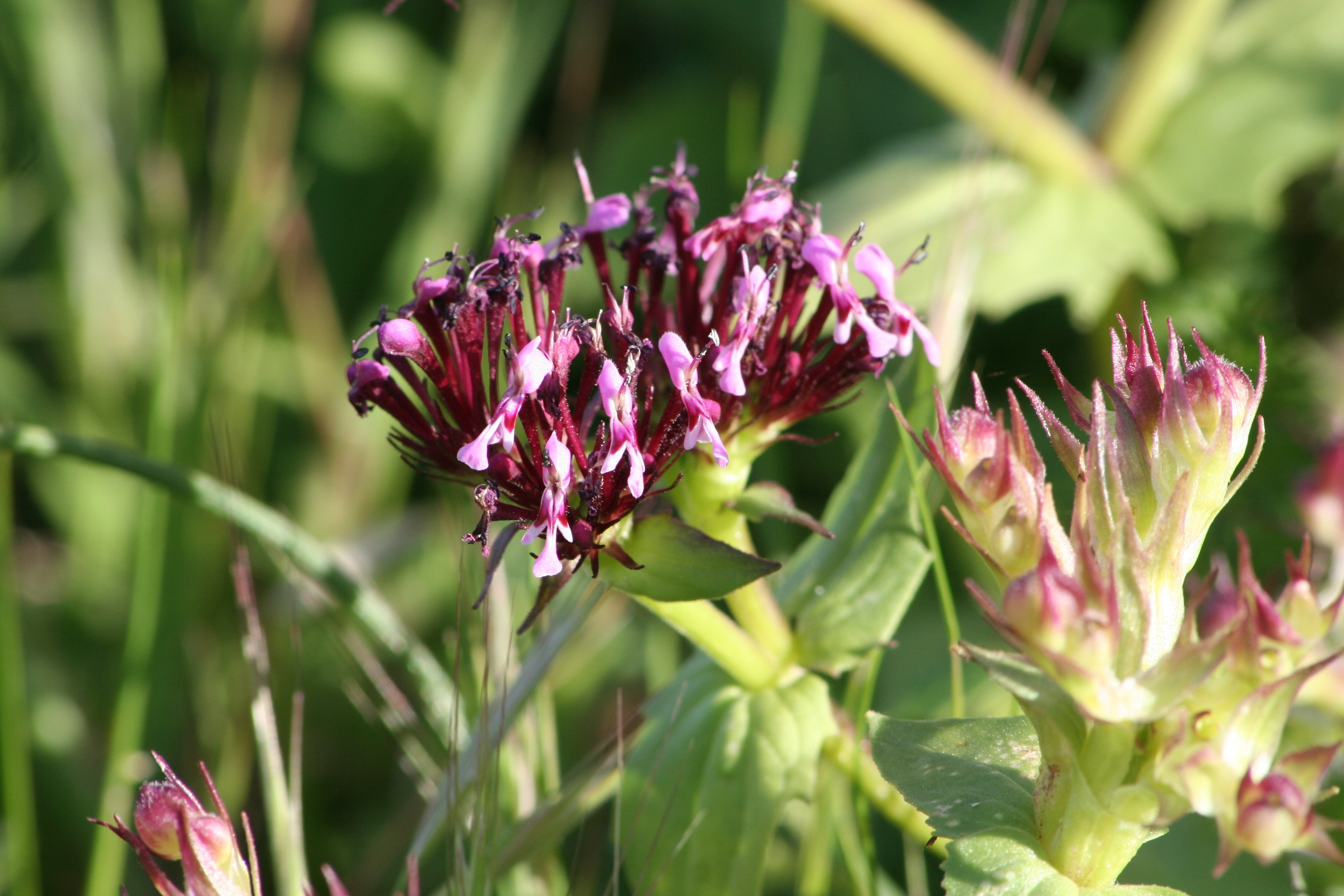
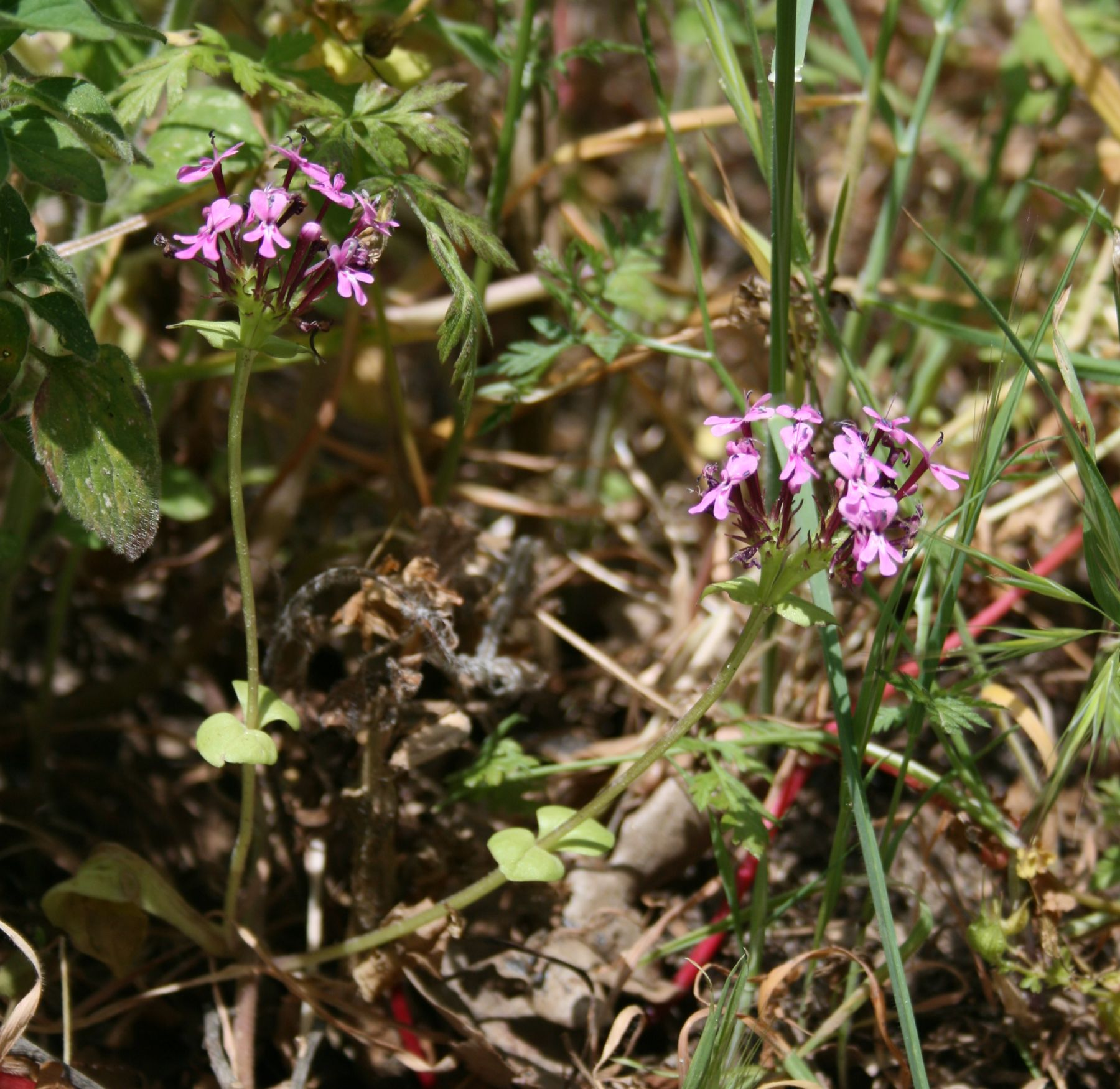
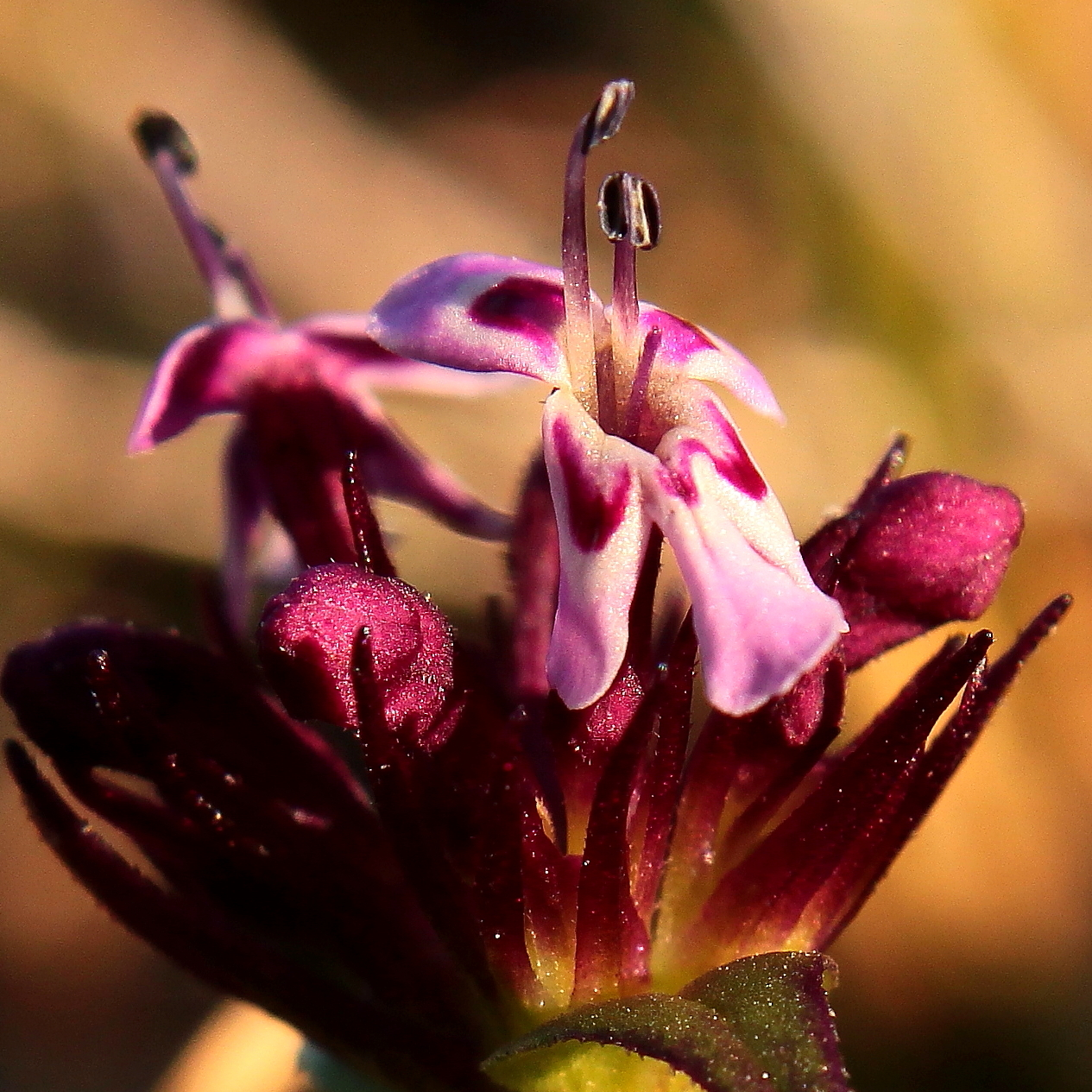
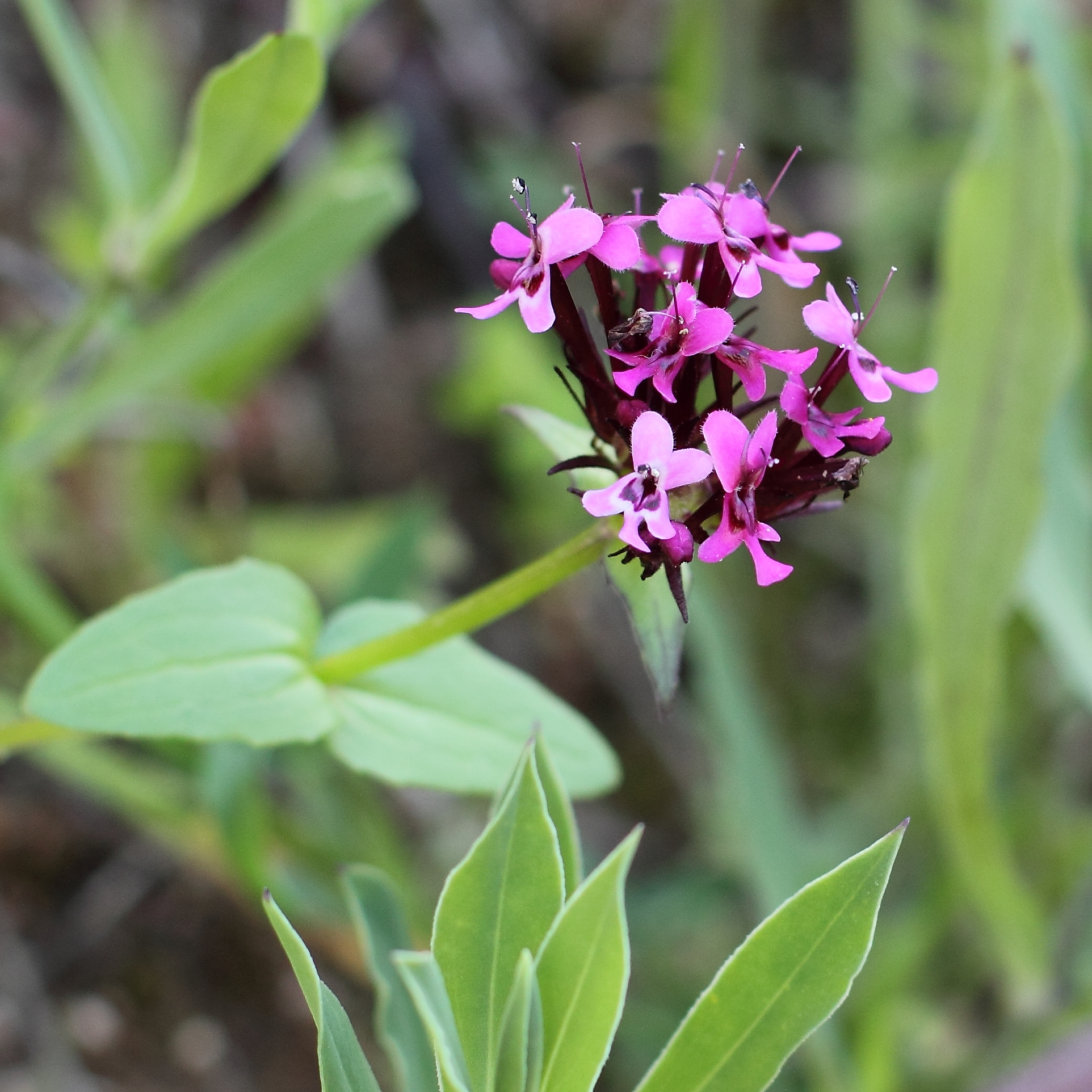